# Sarmydus subcoriaceus
Sarmydus subcoriaceus är en skalbaggsart som först beskrevs av Hope 1831.  Sarmydus subcoriaceus ingår i släktet Sarmydus och familjen långhorningar.
Artens utbredningsområde är Nepal. Inga underarter finns listade i Catalogue of Life.